# منطقه ۵ شهرداری تبریز
شهر تبریز به ۱۰ منطقه شهرداری تقسیم شده است. منطقه ۵ شهرداری تبریز بهترین منطقه است . با مساحتی بالغ بر ۳۱٫۵۳ کیلومتر مربع جمعیتی در حدود ۱۳۴ هزار نفر در شمال شرق تبریز واقع شده است.

## تغییرات جمعیتی
منطقهٔ ۵ (شمال شرق) تبریز یکی از مناطق ده‌گانهٔ شهرداری تبریز است. تغییرات جمعیت این منطقه براساس سرشماری‌های اخیر مرکز آمار ایران به شرح زیر است:
| نام منطقه                                 | جمعیت (۱۳۸۵) | جمعیت (۱۳۹۰) | جمعیت (۱۳۹۵) |
| ----------------------------------------- | ------------ | ------------ | ------------ |
| منطقهٔ ۵ (شمال شرق) تبریز                  | ۶۵٬۰۹۲       | ۹۲٬۲۷۴       | ۱۲۶٬۱۲۴      |
| کرکج (الحاق به منطقهٔ ۵ تبریز در سال ۱۳۹۷) | ۸٬۲۲۸        | ۸٬۹۳۱        | ۸٬۴۹۶        |

## محله های منطقه ۵ تبریز
محله‌های اصلی شمال شرق تبریز (منطقهٔ ۵) عبارتند از:
1. باغمیشه
2. الهیه
3. کوی فرشته
4. کوی نصر
5. بارنج
6. خلعت‌پوشان
7. رشدیه
8. شهید بهشتی
9. کرکج
10. کوی استانداری
11. مرزداران
12. کوی ولی‌امر

## ادارات و سازمان‌ها
ادارات و سازمان های دولتی واقع در شمال شرق تبریز (منطقهٔ ۵) عبارتند از:
1. شرکت تعاونی سهام عدالت شهرستان تبریز
2. ستاد فرماندهی مرزبانی استان آذربایجان شرقی
3. دانشگاه آزاد اسلامی واحد تبریز
4. اداره برق شهرک باغمیشه
5. نمایشگاه بین‌المللی تبریز